# Девлет I Ґерай
Девле́т I Ґера́й (крим. I Devlet Geray, ۱دولت گراى‎; Taht Alğan Devlet Geray, تخت آلغان دولت گراى‎; 1512—1577) — кримський хан у 1551—1577 роках із династії Ґераїв.

## Біографія
Син ханзаде Мубарека Ґерая (пом. 1516/1517) і Нурум султан. Внук кримського хана Менглі I Ґерая. 
У 1530—1532 роках при своєму дядькові, кримському ханові Саадет I Ґерая, царевич Девлет Ґерай займав посаду калги, тобто спадкоємця ханського престолу. У 1532 році після зречення Саадета Ґерая і вступу на престол нового хана Сахіба I Ґерая, Девлет Ґерай був ув'язнений на кілька років. Після звільнення, Девлет Ґерай виїхав з Криму в Стамбул, де поступово домігся прихильності султана Сулеймана I Пишного.

### Правління
У 1551 році османський султан призначив Девлета I Ґерая новим кримським ханом замість його рідного дядька Сахіба I Ґерая. Колишній хан Сахіб I Ґерай був відсторонений від влади і убитий своїм внучатим племінником Булюк Ґераєм, який діяв за розпорядженням нового хана Девлета Ґерая. Також були вбиті калга-султан Емін Ґерай (1537—1551), старший син і спадкоємець Сахіба I, разом з іншими синами. У тому ж 1551 році в нагороду Девлет I призначив царевича Булюк Ґерая калгу, але потім особисто його вбив. Новим калгу хан призначив свого старшого сина Ахмеда Ґерая. У 1555 році після загибелі Ахмеда Ґерая калгу став інший син хана — Мехмед Ґерай.
Ставши ханом, Девлет I Ґерай приборкав і об'єднав всі бейські клани Криму, і в його правління країну не стрясали внутрішні чвари.

### Походи на Московське царство
Девлет I Ґерай відомий своїми численними військовими походами, в основному війнами з Московським князівством. Домагався відновлення незалежності Казанського й Астраханського ханств, завойованих московським царем Іваном IV Грозним у 1552 і 1556 роках.
Влітку 1552 року Девлет Ґерай, який намагався запобігти завоювання Іваном Грозним Казанського ханства, зробив свій перший похід на Московське князівство. У ханському поході брали участь османські яничари з гарматами. Спочатку хан рушив по Ізюмському шляху на рязанські місця, звідки планував підійти до Коломни. Однак незабаром він, дізнавшись, що сам цар з великим військом стоїть під Коломною, чекаючи татар, змінив свій план і кинувся до Тули. 21-22 червня кримський хан зі своїм військом підійшов до Тули і обложив місто. Обороною міста керував тульський воєвода князь Григорій Іванович Тьомкін-Ростовський. Іван Грозний відправив на допомогу тульському гарнізону московські полки (15 тисяч вояків) під командуванням князів П. М. Щенятеві і А. М. Курбського. Кримські татари обложили місто і стали обстрілювати його з артилерії. 23 червня тульський гарнізон, дізнавшись про наближення посланих царем на допомогу полків, зробив вилазку з фортеці й змусив противника відступити. У битві загинув князь Камбірдей, шурин Девлета Ґерая. Московські вояки захопили всю османську артилерію.
Навесні 1555 хан на чолі з 60-тисячним військом виступив у новий похід на Московське царство. Він зробив відволікаючий маневр і пішов спочатку на п'ятигорських черкесів, які прийняли захист московського царя. Дізнавшись про це, влітку Іван Грозний організував військовий похід на Кримське ханство. 13-тисячне московське військо під командуванням воєвод І. В. Шереметєва і Л. А. Салтикова виступило з Бєлєва в похід на кримські улуси, до Перекопського перешийку. По дорозі московські воєводи дізналися, що кримський хан з військом переправився через річку Сіверський Донець, маючи намір напасти на рязанські та тульські місця. За повідомленням князя А. М. Курбського, під командуванням кримського хана знаходилися загони османських яничар і гармати. Сам цар Іван Грозний теж виступив назустріч з військом з Москви в Тулу. Дізнавшись про виступ війська Івана Грозного з Коломни на Тулу і, рятуючись від загрози бути атакований з двох боків, кримський хан повернув свою орду назад і несподівано наткнувся на загін Шереметєва у села Судбіщі. Не вступаючи в бій, він швидко пішов на південь, кинувши обоз. Шереметєв взяв обоз і в супроводі шести тисяч воїнів відправив його в міста Мценськ і Рязань. Але на наступний ранок хан атакував нечисленне московське військо. 3 липня 1555 року в битві біля села Судбіщі (в 150 км від Тули) кримський хан не зміг зломити московське військо. У битві «на Судьбіщах» кримські татари і османи зазнали великих втрат, серед убитих були ханські сини, калга Ахмед Ґерай і Хаджі Ґерай. Побоюючись підходу основних сил московської армії, Девлет I Ґерай припинив бій і пішов у степові улуси.
У 1556 році московські ратні люди і донські козаки здійснили кілька нападів на османські та кримські володіння. Були зруйновані околиці Іслам-Кермена, Очакова і Керчі, розбиті кілька кримських загонів і захоплені «язики».
Навесні 1557 року Девлет Ґерей з великим військом протягом 24 днів облягав і штурмував фортецю запорозьких козаків на дніпровському острові Хортиці. Запорізькі козаки під командуванням князя Дмитра Вишневецького відбили всі атаки противника і змусили його відступити.
У січні 1558 кримський хан, дізнавшись про похід московських військ у Лівонії, організував великий похід на південномосковські землі. 100-тисячне військо під проводом калги Мехмеда Ґерая, старшого сина хана, перейшла через річку Сіверський Донець, маючи намір напасти на Рязань, Тулу і Каширу. Калга Мехмед Герай дійшов до річки Мечі, де отримав дані про збір московських військ на річці Оке, і відступив назад в степи. Московські воєводи переслідували татар до ріки Оскола, але не змогли наздогнати противника. Влітку того ж року московські ратні люди і запорозькі козаки під проводом князя Дмитра Вишневецького на річкових суднах спустилися по Дніпру і дійшли до Перекопу, знищуючи кримськотатарські загони, і поселення.
Влітку 1559 князь Дмитро Вишневецький разом із запорожцями і московськими воїнами спустився на судах в пониззя Дону, зробив новий рейд углиб кримських володінь і розгромив на річці Айдар кримськотатарський загін в 250 вояків. Тоді ж другий московський загін під командуванням Данила Адашева спустився вниз по Дніпру і розорив західне узбережжя Криму. Московські вояки розбили послані проти них кримські загони і звільнили безліч своїх і литовських бранців.
У травні-липні 1562 року Девлет I Ґерай зробив новий похід на південномосковські землі. 15-тисячне кримськотатарське військо розорило околиці Мценска, Одоевом, Новосіля, Болхова, Черні та Бєлєва.
Навесні 1563 року кримські принци, брати Мехмед Ґерай і Аділь Ґерай, сини Девлета I Ґерая, очолили черговий набіг на прикордонні московські володіння. 10-тисячне кримськотатарське військо розорило деділовські, пронські й рязанські околиці.
У жовтні 1564 року Девлет Ґерей здійснив черговий напад на південномосковські володіння. 60-тисячне кримське військо під проводом хана і двох його синів напало на Рязанську землю. Сам хан підступив до Рязані й обложив місто, але рязанський гарнізон відбив усі ворожі напади. Кримські татари сильно розорили і спустошили рязанські околиці. Пробувши в рязанських межах шість днів, вони відійшли в степи.
Восени 1565 року Девлет Ґерей з невеликим військом знову напав на південномосковські володіння. 9 жовтня хан обложив Болхов, але в той же день при наближенні московських полків вночі спішно втік до степу.
Влітку 1569 року османський султан Селім II організував великий османо-кримський похід на Астрахань. З Кафи виступило 17-тисячне османське військо під командуванням Касим паші. На Переволоці до османів приєднався Девлет Ґерай зі своїм 50-тисячним військом. Командування османів планувало побудувати канал між Доном і Волгою, перевести на Волгу кораблі з гарматами, потім спуститися до Астрахані й захопити місто. Однак османи не змогли прорити канал і перетягнути свої суди волоком на Волгу. Касим паша повернув кораблі з артилерією назад в Азов, а сам разом з ханом вирушив похідним порядком до Волги. 16 вересня османи і кримські татари підійшли до Астрахані, але через відсутність артилерії не зважилися штурмувати фортецю. Гарнізон в Астрахані був посилений людьми і мав гармати. Іван Грозний відправив на допомогу Астрахані річкову рать під командуванням князя П. С. Срібного. Спочатку Девлет Ґерай з військом відступив до Криму, а 26 вересня Касим паша наказав османській армії почати відступ на Дон. Під час відступу османські війська зазнали великих людських втрат.
Навесні 1570 року Девлет I Ґерай організував новий похід на володіння Московського царства. Військо у 50-60 тисяч воїнів під проводом царевичів, калги Мехмеда Ґерая і Аділя Ґерая, спустошила рязанські та каширські місця.
Навесні 1571 року Девлет Ґерай за підтримки Османської імперії і в узгодженні з Річчю Посполитою зробив свій знаменитий похід на московські землі, який завершився спаленням Москви і розорення багатьох південномосковських районів. Спочатку хан збирався обмежитися набігом на козельські околиці й повів своє військо до верхів'їв річки Оки. Перейшовши через Оку, кримські татари кинулися на Болхов і Козельськ. Але на шляху хан прийняв пропозицію одного з перебіжчиків йти на Москву. Зрадник Кудеяр Тішенков обіцяв хану провести його військо через незахищені «перелази» у верхів'ях річки Жиздра, де московські воєводи не очікували нападу. У середині травня 40-тисячне військо, обійшовши московські полки, під Перемишлем перейшло через річку Жиздру і рушило в напрямку до Москви. Іван Грозний, побоюючись за своє життя, втік з «берега» повз Москву в Ростов. Московські воєводи, князі І. Д. Бєльський, І. Ф. Мстиславській та М. І. Воротинського, дізнавшись про вторгнення кримського війська, виступили з Коломни до Москви, намагаючись випередити хана. 23 травня москвські полки підійшли до Москви і розташувалися в околицях столиці, приготувавшись до оборони. Незабаром воєводи вступили в бій з передовими кримськотатарськими загонами і змусили їх відступити. 24 травня сам хан Девлет I Ґерай з головними силами підійшов до околиць Москви і став табором в селі Коломенському. Хан відправив на Москву 20-тисячне військо, наказавши підпалити міські передмістя. За три години московська столиця майже повністю вигоріла. 25 травня Девлет Ґерай з військом відступив з-під столиці на південь в напрямку Кашири і Рязані, по дорозі розпустивши частину своїх загонів для захоплення полонених. Через московський похід Девлет I отримав прізвисько «Який узяв Трон» (кримсько-тат. Taht Alğan). Підсумок походу: вбиті десятки тисяч воїнів Московського царства, понад 150 тисяч жителів забрані в рабство. Після цього Девлет Ґерей відправив до царя Івана Грозного посольство, вимагаючи передачі йому Казані та Астрахані. Бачачи, що становище критичне, Іван Грозний запропонував передати Девлет Ґерай Астраханське ханство. Однак, хан відмовився, вважаючи, що тепер можна підпорядкувати все Московське царство.
У наступному 1572 році, отримавши підтримку Османської імперії, Девлет I Герай зібрав військо. Наприкінці липня кримська орда підійшла до Серпухова, розбила невеликі московські застави і переправилася через річку Оку. На серпуховській дорозі Девлет Ґерай рушив до Москви. Московські воєводи, що стояли з полками в Серпухові, Тарусі, Калузі, Каширі та Лопасне, виступили до Москви слідом за кримським військом, відрізаючи йому шляхи до відступу. 30 липня — 2 серпня 1572 року на річці Пахре, в 50 км від Москви кримсько-османська армія була знищена 25-тисячним московським військом під командуванням князів Михайла Івановича Воротинського і Дмитра Івановича Хворостініна в битві при Молодях. У боях кримські татари й османи зазнали величезних людських втрат, був узятий в полон знаменитий кримський воєначальник Дівей мурза, загинув ногайский мурза Теребердей. Серед загиблих були й сини хана, шехзаде Шардан Ґерай і Хаспулад Ґерай. Вночі 3 серпня кримський хан поспішно відступив на південь, переслідуваний московськими загонами. Щоб відірватися від погоні, Девлет Ґерей виставив кілька заслонів, які були розбиті та знищені московськими воїнами. З величезного війська, перейшовши в липні 1572 року кордон Московського царства, в Крим повернулося 5-10 тисяч вояків. Цей похід став останньою великою військовою кампанією Кримського ханства проти Московського царства. При цьому твердження про цю «велику перемогу» засновані тільки на російських джерелах.
У наступні роки Девлет I Ґерай особисто не здійснював набіги на московські володіння. На московські околиці нападали тільки його сини, окремі кримські й ногайські мурзи з невеликими силами.

## Смерть
Наприкінці життя Девлета Ґерая різко загострилися відносини між його старшими синами, калги Мехмедом Ґераєм і Аділем Ґераєм.
Девлет I Герай помер від чуми 29 червня 1577 року. Похований в Бахчисараї. Його спадкоємцем став старший син і калга Мехмед II Ґерай (1577—1584).

## Сім'я
Дружини
- Айше Фатьма Султан — донька черкаського князя Тарзатика.
- Хан-Сугра Султан — сестра черкаського мурзи Алклича.
- Ферхан Султан
- Ханіке Султан
- Джамал-Бек (Тюнелбі) Султан
- Шірван Султан

Сини
- Ханзаде Ахмед (пм. 03.07.1555 р.) — мати Айше-Фатьма Султан.
- Ханзаде Хаджи (пм. 03.07.1555 р.)
- Ханзаде Мехмед (1532—1584 рр.) — мати Айше-Фатьма Султан.
- Ханзаде Хаспулад (пм.1572 р.)
- Ханзаде Шардан (пм. 1572 р.)
- Ханзаде Аділь (пм. 25.07.1579 р.) — мати Айше-Фатьма Султан.
- Ханзаде Алп (пм. после 1598 р.)
- Ханзаде Іслям (пм.1588 р.) — мати Ферхан Султан
- Ханзаде Шакай Мубарек (пм.1593 р.) — мати Айше-Фатьма Султан.
- Ханзаде Гази (1551—1607 рр.) — мати Айше-Фатьма Султан.
- Ханзаде Фетіх (1557—1597 рр.)
- Ханзаде Селямет (1558—1610 рр.)

Дочки
- Кутлу Султан — була дружиною Хаджі бея ширина (онуком Девлетека).
- Улуг Султан — була дружиною Ісаяна бея Мангита.
- дочка — була дружиною Арсланая бея Ширина.

## Вшанування пам'яті
- У Сімферополі є вулиця Девлет Ґірея
- У місті Євпаторія є вулиця Хаджи Девлет Гірея